# 1200-as évek
Évszázadok: 12. század · 13. század · 14. század
Évtizedek: 1150-es évek · 1160-as évek · 1170-es évek · 1180-as évek · 1190-es évek · 1200-as évek · 1210-es évek · 1220-as évek · 1230-as évek · 1240-es évek · 1250-es évek
Évek: 1200 · 1201 · 1202 · 1203 · 1204 · 1205 · 1206 · 1207 · 1208 · 1209

## Események
- 1204. április 13. – a keresztesek elfoglalják Konstantinápolyt
- 1204. május 9. – I. Balduint latin császárrá koronázzák
- 1204. augusztus 26. – III. László megkoronázása

## Halálozások
- 1204. november 30. – Imre magyar király

## A világ vezetői
- Imre magyar király (Magyar Királyság) (1196–1204† )
- III. László magyar király (Magyar Királyság) (1204–1205† )
- II. András magyar király (Magyar Királyság) (1205–1235† )